# Sobre rodes (pel·lícula de 2018)
Sobre rodes (originalment en francès, Tout le monde debout) és una pel·lícula de comèdia francesa del 2018 dirigida per Franck Dubosc. S'ha doblat i subtitulat al català.

## Repartiment
- Franck Dubosc com a Jocelyn
- Alexandra Lamy com a Florència
- Elsa Zylberstein com a Marie
- Gérard Darmon com a Max
- Caroline Anglade com a Julie
- Laurent Bateau com a Lucien
- Claude Brasseur com el pare d'en Jocelyn
- François-Xavier Demaison com el sacerdot

## Premis i reconeixements
| Any  | Premi              | Categoria                    | Receptor/a     | Resultat   |
| ---- | ------------------ | ---------------------------- | -------------- | ---------- |
| 2019 | Globus de Cristall | Millor pel·lícula de comèdia | Franck Dubosc  | Nominat    |
| 2019 | Globus de Cristall | Millor actriu de comèdia     | Alexandra Lamy | Guanyadora |